# Едвард Адельберт Дойзі
Едва́рд Адельбе́рт До́йзі (англ. Edward Adelbert Doisy; 13 листопада, 1893 року, Г'юм, Іллінойс, США — 23 жовтня, 1986) року — американський біохімік, лауреат Нобелівської премії з фізіології або медицини у 1943 році за відкриття хімічної структури вітаміну K. Премію присуджено Нобелівським комітетом у цій номінації йому разом з Генріком Дамом.

## Біографія
Дойзі отримав свій бакалаврський диплом у 1914 році, а магістерський — у 1916 р. у Іллінойському університеті Урбана-Шампейна. Свій докторський ступінь він захистив у Гарвардському університеті у 1920 році.

У 1919 році він прийняв запрошення на роботу на кафедрі біохімії Вашингтонського університету у Сент-Луїсі, де Дойзі згодом став постійним професором. 

У 1923 він перейшов до Університету Сент-Луїса як професор та завідувач новоствореної кафедри біохімії. Дойзі працював на цій посаді до свого виходу на пенсію у 1965 році. 

Університет Сент-Луїса, вшановуючи свого знаменитого працівника, перейменував кафедру на — «кафедру біохімії імені Е. А. Дойзі». Згодом, кафедру знову перейменували. 

Зараз її офіційна назва — «кафедра біохімії та молекулярної біології імені Е. А. Дойзі»
Він також змагався з Адольфом Бутенандтом за відкриття естрону у 1930 році. Вони відкрили субстанцію незалежно один від одного, але тільки Бутенадта було нагороджено Нобелівською премією з хімії у 1939 році.